# Nilaparvata maeander
Nilaparvata maeander är en insektsart som beskrevs av Ronald Gordon Fennah 1958. Nilaparvata maeander ingår i släktet Nilaparvata och familjen sporrstritar. Inga underarter finns listade i Catalogue of Life.